# Tricholaema
Genre
Le genre Tricholaema comprend 6 espèces de barbicans, petits oiseaux africains de la famille des Lybiidae.

## Liste des espèces
D'après la classification de référence (version 2.2, 2009) du Congrès ornithologique international (ordre phylogénique) :
- Tricholaema hirsuta – Barbican hérissé
- Tricholaema diademata – Barbican à diadème
- Tricholaema frontata – Barbican du miombo
- Tricholaema leucomelas – Barbican pie
- Tricholaema lacrymosa – Barbican funèbre
- Tricholaema melanocephala – Barbican à tête noire